# ОШ „Трајко Стаменковић” Лесковац
Основна школа Трајко Стаменковић је образовна установа у Лесковцу.

## Историја
Школа је почела са радом 1. септембра 1984. године. У састав школе, поред централне у Лесковцу, улази и издвојено одељење у Горњем Стопању. Највећи број ученика школа је имала школске 1991/92. године – 1216. Данас, у школу свакодневно уђе око 900 деце, а особље чини 51 наставник, директор, школски психолог, педагог и библиотекар. Успешан рад и функционисање школе обезбеђује и ваннаставно особље: секретар, рачуновођа, благајник и помоћно особље.
Школски објекат грађен је у две фазе завршно са 1987. године. Отежани услови за рад и неадекватна опрема обележили су њен почетак.
Поред класичног учионичког простора школа поседује и кабинет за информатику, библиотеку са преко 5.000 наслова стручне, ђачке и наставничке литературе, простор за извођење школских приредби, ваннаставних активности, креативних и едукативних радионица, предавања и трибина. Али, фискултурну салу и кабинетску наставу немају још увек. Међутим, жеља за успехом побеђује недостатак елементарних услова за рад и савремене наставне технологије. То потврђују резултати у раду са ученицима и освојене награде.
Запажени резултати постижу се сваке године, првенствено на републичким и такмичењима из српског, енглеског и немачког језика, математике, биологије, физике, као и на општинским и окружним такмичењима из осталих предмета. До сада су три ученика били полазници Истраживачке станице у Петници и два Регионалног центра за таленте у Врању.

## Активности
Активности које покреће организација Пријатељи деце увек су у школи радо прихваћене и реализоване. Ту су и Дан отворених врата, Дан изазова, Дечја недеља.
Потребе и интересовања ученика полазишта су за планирање и реализацију ваннаставних активности.
У школи раде секције из области природних и друштвених наука, ликовне и музичке културе и физичког васпитања. Оно што је значајно за рад школе од оснивања до данас јесте плодоносна сарадња са друштвеном средином и родитељима ученика. Пуну подршку у раду и постизању резултата школи пружају институције локалне заједнице: културни центар, народно позориште, музеј, градска библиотека.
Сваке године чланови литерарне, рецитаторске, драмске и ликовне секције са члановима хора припремају и реализују разноврсне садржаје којима обележавају значајне датуме везане за живот и рад школе и града. Препознатљивости школе у граду посебно доприносе чланови еколошке секције Зелени својим учешћем у многим активностима на нивоу школе и града. Активни су учесници реформских промена образовног система. Пројекти школско развојно планирање, самовредновање рада школе, описно оцењивање, инклузивно образовање кретали су из школе. Наставници пишу пројекте и учествују на конкурсима за добијање средстава којима унапређују рад, повећавају наставничке компетенције школе и опремљеност школе.
Рационализације и ефикаснија организација наставног процеса уз оптимално коришћење расположивог простора и опреме, ученицима занимљиви и прилагођени наставни садржаји и активности, полазишта су за даља планирања.